# Не було б щастя...
«Не було б щастя…» (рос. «Не было бы счастья...») — радянський художній фільм 1983 року, знятий на Кіностудії ім. О. Довженка.

## Сюжет
Шестеро людей застряють в ліфті. Ніхто не приходить до них на допомогу, тому що відключивший ліфт диспетчер і всі сусіди з захопленням дивляться трансляцію футбольного матчу. Спочатку герої фільму сваряться, але коли двері ліфта відкриваються, то виходити їм не хочеться — вони встигли подружитися, а двоє навіть закохалися…

## У ролях
- Михайло Свєтін — шостий
- Андрій Мягков — Аскольд, журналіст
- Анна Твеленьова — жінка в окулярах
- Михайло Данилов — солідний чоловік
- Ірина Буніна — дружина солідного чоловіка
- Наталія Тітаєва — перукар
- Віталій Шаповалов — Толік, диспетчер
- Георгій Дворников — гравець в доміно
- Володимир Мишаков — гравець в доміно
- Станіслав Молганов — водій
- Ігор Черницький — гравець в доміно
- Володимир Золотухін — майстер
- Юрій Візбор — від автора

## Знімальна група
- Сценарій та постановка: Костянтин Єршов
- Оператор-постановник: Микола Кульчицький
- Художник-постановник: Едуард Шейкін
- Композитор: Валентин Сильвестров
- Романс на вірші Ф.І. Тютчева
- Звукооператор: Рива Бісновата
- Режисер: Емілія Іллєнко
- Оператори: Володимир Гутовський
  - Комбіновані зйомки: Микола Шабаєв
  - Асистент оператора: Віктор Лисак
- Режисер монтажу: Марія Зорова
- Художники: по костюмах — Галина Фоміна, по гриму — А. Бржестовська
- Редактор: Рената Король
- Директор картини: Тетяна Кульчицька